# コンシェルジュ (漫画)
『コンシェルジュ』 (Concierge) は、原作：いしぜきひでゆき、画：藤栄道彦による日本の漫画作品。新潮社の『週刊コミックバンチ』に2003年11月14日号から2010年39号の最終号まで連載された。単行本は全21巻。
ホテルの役職の一つで、門番や世話役などのサービス業でもあるコンシェルジュを主人公とした漫画で、ホテルの宿泊客やスタッフが巻き起こす様々な問題や頼み事を丁寧に解決していく。
2010年10月25日創刊の『月刊コミックゼノン』において、続編として『コンシェルジュ プラチナム』が連載開始。なお、この作品からいしぜきは「原案者」としてクレジットされている。

## あらすじ
就職氷河期を乗り越えてクインシーホテル・トーキョーに就職した川口涼子が配属された部署は、コンシェルジュ。それまで名前を聞いたこともない職種だった。道案内からチケットの手配、時には悩み事の相談まで何でもそつなくこなすチーフ・コンシェルジュの最上拝は、お客様の悩みや要望を、まるで魔法を使ったかのように解決していく。
18巻より、クインシーホテルと業務提携したアメリカのサンライズヒル・グループのホテル、サンライズヒル・ニューヨークが舞台となる。川口涼子が1年間の研修としてサンライズヒル・ニューヨークへ出向。やがて、川口涼子自身が「魔法を使う伝説のコンシェルジュ」と称されるようになっていく。

## 登場人物

### クインシーホテル・トーキョー所属

#### コンシェルジュ部門
川口 涼子（かわぐち りょうこ）
明確ではないものの、本作品の主人公格。1巻時点で23歳。
就職氷河期を乗り越えてクインシーホテルに就職し、「コンシェルジュ」部門に配属された。人懐っこくいつも明るい性格、前向きな姿勢で仕事に取り組み、失敗や試行錯誤を繰り返しながら成長していった。物語初期は狂言回し的な役割が強かったが、コンシェルジュとして成長し、物語後半では最上の手を借りず積極的に仕事に関わる事が多くなり、最上に「時には自分を凌ぐ仕事をやってのける」と評されるまでになる。最上の「魔法の手帳」を見習い「涼子ファイル」を作成、生きた情報の記録を行う。
実家に両親と高校生の弟の達也、中学生の妹の涼香と住んでいる。接客やホテルの同僚の前では謙虚な姿勢で接する反面、弟に対しては内弁慶的に強気であり、乱暴な扱いをする事もある。
常連客の女優、藤原貴梨花とは親友と呼べる仲であり、プライベートでも一緒に食事に出かけたりする。
時に迷い、悩みながらも、ひとつひとつの事柄に真摯に向き合い、成功や失敗をも経験=財産とし、次のステップのために顔を上げて前に進もうと模索する姿勢を、少女期（少年期）から大人へ成長していく姿に重ね、それを判りやすくデフォルメしたものが、未だ幼さを残した童顔と少女のような髪型、対して成熟した女性の象徴のような豊かな胸で表現し、両面を併せ持つ「少女の面影を残した成人女性」を漫画的に表現したものが現在の涼子の姿である、と作者は語っている。表紙などでコスプレをすることも多い。神奈川県出身。
18巻より、サンライズヒル・ニューヨークへの1年間の研修のため渡米。以降は、渡米した川口涼子を主として物語は描かれる。サンライズヒル・ニューヨークでの最初の職務はベルマン。その後コンシェルジュ・アシスタントとして勤務。
日本とは価値観の違うアメリカでの勤務は涼子に大きなカルチャーショックを与えた。しかし、元来の積極的で真摯な姿勢で仕事に取り組み、周囲との距離感も付き合い方も徐々に分かってきた。同時に永らく自分の課題でもあった「コンシェルジュ」としての在り方についても糸口をつかみかけてきた。21巻のエピローグで、日本に帰国した模様が描かれている。
最上曰く、クインシーホテルのコンシェルジュ・スタッフが持つ、特筆に値する「特性」の全てを持ちうる力量や可能性が涼子にはある、と賛辞され、今後の道標として欲しい旨を評されている。
最上 拝（もがみ はい）
本作品の主人公格の中心人物。クインシーホテルのチーフコンシェルジュ。ニューヨークの一流ホテルに勤務していた経験を持ち、クインシーホテルの前オーナーに乞われて転職してきた。「常にお客様の立場に立って考える」が信条。物腰の柔らかい態度や口調、客からの要望には的確な仕事で応える手腕から、グレート・ハイの異名を持ち、クインシーホテルのコンシェルジュで唯一「Les Clefs d'Or（レ・クレドール）」のバッジを付けている。一方、インターネットや携帯電話など最新の機器を扱うのが苦手で、「魔法の手帳」と呼ぶサービスに役立つ情報を自分で記載した手帳を駆使する。
連載当初、普段は抜けているが、いざというとき魔法の手帳をこれ見よがしに胸の内ポケットから取り出しては難題を解決するヒーローのような描かれ方であったが、涼子の成長とコンシェルジュの部門の拡充により自ら動く描写は減り、一歩引いてアドバイスを与え見守り、出来事をまとめ考察を述べる立場となった。
私生活では、妻・久美子と愛娘・優菜がアメリカ同時多発テロ事件でニューヨーク世界貿易センタービルの崩落に巻き込まれるという悲劇に遭遇している。久美子は日本で弔うことができたが、優菜は髪の毛以外その姿が発見されず「（遺体不明のまま）死亡」との扱いにされていた。不本意ではあるが、当時の混乱や実際に遺体が発見されないまま死亡と認定された件が多々あった故、そのように受け止めざるを得なく傷心の日々を過ごしてきた。しかし、最終話で優菜が生存し、アメリカのある施設で保護されていることが判明。10年ぶりに愛娘をその胸に抱きしめることが出来た。エピローグにおいて、日本で優菜と暮らし始めた模様が描かれている。施設で自由奔放に育った娘に戸惑いながらも、あどけない寝顔に愛しさを感じる優しい父のまなざしが描かれ、物語の幕がおろされている。
東京都出身。愛車はミニ・クーパーS（85話で運転している描写あり）。
鬼塚 小姫 （おにづか さき）
第12話から登場。クインシーホテルオーナー松岡の銀行員時代の大先輩の娘で元部下。その縁で中途採用によりクインシーホテルに入社し、コンシェルジュ部門に配属される。怜悧な美貌を持つ才女。17ヶ国語を話せる語学能力を活かした通訳・翻訳、税理士や行政書士など多数の資格を有し、その知識を活かした事務仕事は的確かつ迅速。調理師や毒物劇物取扱責任者の資格まで持ち合わせる。芸術的な面については知識はあるが、特に絵を描く才能に関して言えば皆無に近い。ただし本人にその自覚はない。多才である一方、基本的にマニュアル人間で感情の起伏が乏しく、同僚や客との人間関係を構築するのが苦手であり、無意識に心に壁を作ってしまう。これは不仲だった両親から殆ど放任状態で育てられ、成績や試験の順位と言った｢数値で表せるもの｣でしか評価されなかったという生い立ちの故であるが、転職当時の機械的なまでに融通の利かなかった固い性格も、毎回変化に富んだ仕事の依頼や、人情味あふれる仲間とのやりとりの中で、感受性や思慮深さを学び取り変化しつつある。常連客・有明光成のことが気にかかり、彼の前では自然な笑顔を見せるなど、感情を素直に表に出すことが増えてきた。後期、それとなく好意を意思表示して以来何かと有明の行動を把握したがるようになり、最終エピソードではすっかり彼を尻に敷いた状態になっている。福島県出身。立場的には涼子の後輩であるが、実は涼子より3つ年上。最上からは、特に「知性」に関して抜きん出ていると評されている。
司馬 一道（しば かずみち）
第12話から登場。当初はポーターを務めていたが、第22話よりベルマンに、その後コンシェルジュ部門増員に伴い異動してきた。大柄で筋肉質な体格。自動車をレッカー車代わりに移動させることができるほどの怪力の持ち主。空手五段・柔道四段・プロボクシングのライセンスなどの有資格者でもあり、暴漢を度々撃退している。客への言葉遣いや仕事ぶりは我流で、お世辞にもシティホテル勤務に相応しい振る舞いとは言えない。しかし、殆どの常連客の顔と名前を憶えているという一面も持ち、気さくで人懐っこい性格から、特に年配の常連客から好意的に見られている。接客は苦手意識もなくこなしているが、予約確認や顧客情報確認などの機械操作は苦手である。特撮ヒーローが好きで特撮系のオマージュ的な台詞を言ったり特撮ヒーローのコスプレをしたりと、客への対応で度々役立たせている。
以前より涼子に好意を寄せており、涼子がアメリカ研修に旅立つ前に告白している。しかし、前向きな返事は貰えたものの、すぐに交際に至る向きの返事ではなかった。涼子が渡米後、自分もホテルマンとして成長して、彼女の帰国を迎えようと決意。苦手だった英会話を習得すべく勉強に励んだ。エピローグでは、外国人と会話をしている司馬の姿に涼子が驚き、そして笑顔を見せるシーンが描かれている。最上からは「情熱」を持って仕事に当たっている姿勢を高く評価している。
埼玉県出身。実家が寿司屋で弟が継いでいて、ホテルの外国人宿泊客を築地市場に案内していた時に父の知り合いから店を回転寿司屋に変えるという話を聞いて驚いていた。その他大学時代は空手部に所属していたが、北海道での合宿のランニング中に突然現れた熊を倒したことから「熊殺し」のあだ名を持っている。そのため、涼子ら4人で北海道旅行に訪れた際は、訪れた先々の人々に「熊殺し」と呼ばれ焦りを見せていた。
惣田 純菜（そうだ じゅんな）
第30話から登場。当初はバンケット（宴会）部門の配膳係。後にコンシェルジュ部門増員の際に抜擢され異動を命ぜられた。美食家を自負し、食べ歩きが趣味。ただし食が細いため量より質にこだわる。クインシーホテル内は勿論、数多くの飲食店に足を運んで常に新しい情報を客に提供出来るようにしている。また魅惑的な容姿と物腰から男性客から声を掛けられることも多いが、あしらい方がうまく、かわし方にもソツがない。少々贅沢なブランド物などを好む傾向も見受けられる。嘘泣きが得意でお化けが大の苦手。姉御肌でバンケット時代はまとめ役であった。入社時は人の役に立つ仕事がしたいと思っていたものの、配属先がバンケットで自分のアイディアを生かすところがなく不満を持つ日々が続いていたことを涼子に打ち明けていたが、バンケットが削減される危機の時に最上が提案した「メイドサービス」を導入して以降は水を得た魚のように自らの本領を発揮した。コンシェルジュ部門に移ってからは麗美の指導を率先して行っている。小姫と同い年。最上からは「優雅」を演出し、提供するに長けた存在であると評されている。コンシェルジュ部門の女性メンバーの中では一番身長が高い。
金城 麗美（かねしろ れみ）
第43話から登場。営繕（設備メンテナンス）部門所属で唯一の女性でもあった。些細なきっかけでフロント周りの人達と営繕部門がトラブルになった時に「コンシェルジュの仕事は簡単、自分でもできる」と言い放ったのをたまたま通りかかった松岡らの耳に留まり、その場でコンシェルジュ部門に一時転属を命じられることとなる。1か月程して松岡が最上に様子を聞き元の部署（営繕）に戻す事を伝えるが、最上はお荷物であることを否定し、逆に必要な人材であることを述べ、そのままコンシェルジュ部門に正式配属となる。
営繕部門時代についた手の傷を見せないようにする為、接客業務時は白い手袋をしている。手先が器用で機械や技術的な知識技能に優れているが、対人・接客となると極端な照れ屋である上に口ベタで無愛想なことが災いして誤解されやすい。接客を主体とした部署に配属され、本人の苦手意識や接客能力の低さを危惧されたが、涼子や純菜らの指導により徐々に成長してきている。配置転換当初は純菜やみさおからは評価されていなかったが、最上からは接客経験がないのもかかわらず一月近く続いていることと、業務外ではあるが司馬からもいい子だと評価されている。コンシェルジュに異動後も営繕が担当する仕事（パーティの音響の設営や修理等）をすることもある。他の女性コンシェルジュが最上から「さん」付けで呼ばれている中、司馬と同様に「くん」付けで呼ばれている。常連客である満田からよく指名され、二人の漫才のようなやりとりが時折描かれる。
沖縄県出身。通勤にはマウンテンバイクを使用している。最上は彼女の「知恵」と「機転」を今後も期待している。
後作である『プラチナム』では九音の愛車を、『インペリアル』では優菜のパートナーであるニックに興味を持つ。
及川 みさお（おいかわ みさお）
第20話から登場。最初はフロント部門チーフ。採算度外視のコンシェルジュ部門の経費が問題視され、第42話よりコンシェルジュ部門サブチーフに抜擢された。徹底した管理主義者で仕事に関しては非常に厳しい面を見せる一方、悩んだり行き詰っている人間に端的なアドバイスをしたり、叱咤激励をするなど面倒見の良い一面もある。一般的に「負け犬」、「アラフォー」と呼ばれる年代。前髪も含めてアップにし、頭後部でシニヨンにまとめた髪型にしている。これは顔のシワやたるみを気にしているために、引っ張ることでたるみなどが目立たなくなる効果を期待してのことである。また、シニヨンに、フリルの付いた大きめのリボン、大きめのイヤリングを使用しているのは、規律を守るキャリアウーマンとしての厳しい一面と、実は可愛らしい物を好む自身の少女趣味との対比を分かりやすく表したため。自室にいる時だが、104話では眼鏡を外して髪を降ろしている姿もある。当初コンシェルジュのサブチーフに異動の話があった時は気が進まないと言っていたが、それは自分もコンシェルジュの服を着るのだと思ってのことで、松岡が管理職用の制服を用意していると言われ異動に承知した。

#### レストラン部門
黒田（くろだ）
第5話から登場。レストラン部門マネージャー。ギャルソンを務める。客が恥をかかないよう機転を利かせたり、うるさい注文を上手くさばくことにも長けたベテラン。
水上 孝（みなかみ たかし）
第12話から登場。クインシーホテル館内フレンチレストランに勤務。ストーブ前（ソーシエ）を担当。実家は箱根で料亭をしている。
伊吹（いぶき）
第97話から登場。パティシエ。涼子曰く「うちで一番の武闘派」。部下達を「野郎ども」と呼び、声をかけられた「野郎ども」の返事は「へい!合点だ」と時代劇のようなやり取りをして独特な雰囲気を作っている。無骨なように見えるが、作る菓子は繊細である。また、ホテルが企画した子供向けのお菓子教室でも先生として指導に当たり、なかなかの評判を得ている。

#### 管理部門
松岡 俊一郎（まつおか しゅんいちろう）
クインシーホテル・トーキョーの2代目オーナー兼社長。大の阪神タイガースファン。元銀行員であり、合理的な経営を信条とする。当初は先代オーナーが導入したコンシェルジュの存在を快く思っていなかったが、「現場を知らなければ批判も説得力を持たない」と、最上達に混じって制服を着用し「見習いコンシェルジュ」を体験。想像以上に難儀な仕事を体験して以来、考え方に変化が見られ、徐々に好意的に見るようになる。以後、頼りにしている発言も多く聞かれるようになる。しかし、サービスのためと称し、採算度外視の経費や先行投資の費用、更に労力などに関してやや無頓着なコンシェルジュ部門に苦言を呈する場面も多い。これは経営者としての責任や立場から過度なサービスや赤字を見過ごすわけにはいかないため（初期の頃から最上ほか登場人物らから「経営者としては非常に有能で正しい」と評価されている）。常に経営に関しては冷静な判断と先行きを見越して行動している（バリアフリーの客室導入など）。特に2007年以降の都心部のホテル開業ラッシュにより飽和状態を懸念し、価格を引き下げることで生き残りを賭けた他のホテルを良しとせず、クインシーホテルでは安易な値下げをしないと勝気な発言もしている。良い商品（部屋・サービス・食事・バンケットなど）や、独創性のある企画を提示・提供し、それに見合う料金が支払われるべきだ、との考えが根底にある。充分な利益が確保出来なければ、客にも十分なサービスを提供出来なくなる懸念を声にしたこともある。スキッパー（無銭宿泊者）が出た際には「手痛いが、これもひとつの経験となり、従業員には勉強になったはず」との意見に対して、「スタッフの労働に見合う対価が支払われないことはあってはならない。何故ならそれは真面目に労働を提供したことに対する賛辞を形として表したものだからだ」と烈火の如く怒った事がある。趣味は野球観戦（阪神戦）とジャズ鑑賞。
京本（きょうもと）
社長秘書。俊一郎のサポートとして行動を共にしている。
笠井信男（かさい のぶお）
クインシーホテルの支配人。当初は松岡の腰巾着のような言動とギャグメーカーとしての役割が多く、コンシェルジュ部門にも懸念を見せていた描写が多く見られた。現在は全体の良き理解者として物語に加わっている。まるで帽子のごとく着脱に長けたかつらを愛用している。なお、あまり描写はされてはいないがプロレスファンである。

#### その他
谷 真奈美（たに まなみ）
第2話から登場。総務担当。涼子と仲がいい同僚。絵を描くことが上手く「涼子ファイル」の似顔絵を描いたほか、趣味で同人誌も作っている。ただしその内容はやおいである。「総務名物 四次元引出し（本人談）」と名付けた彼女の机には、ありとあらゆる物が物理的に無理だと思われる量で詰め込まれている。字が汚い。自分でも読めないくらい汚い。
国広 伊代（くにひろ いよ）
第2話から登場。広報担当。涼子と仲がいい同僚。語学が堪能で外国からの宿泊客の通訳も担当する。自動車の運転が苦手らしい。また霊感も強いようである。
芳野 祐香（よしの ゆうか）
第4話から登場。フロント担当。
石和（いさわ）
第16話から登場。バンケット担当の「メガネのメイド」。純菜がコンシュエルジュ部門に異動となったあとのバンケット部門の後輩指導にあたっている。
加賀谷 俊一（かがや しゅんいち）
比較的初期の段階から登場していたフロント担当の男性。うっかりミスや不用意な言動が多い。
松本（まつもと）
フロント担当の男性。身長が低く小太りな体格で髪を七三に分けている。加賀谷とともに登場することが多い。本作中では最後まで名前が明かされていなかったが、『インペリアル』23話にて初めて苗字が明らかになった。
110話で営業の福田の現状を見て悲しいと呟いていた。
若宮 士郎（わかみや しろう）
第52話から登場。警備員。元俳優。アクションドラマを中心に活動しており、子供向けのヒーロー番組にも数多く出演していた。15年前に自宅火災で負った大きな傷が顔にある。短期バイトとして採用され、雇用形態は不明であるが継続して勤めている。剣道二段、空手三段の腕前を持つ。
中島（なかじま）
第2話から登場のラウンジのバーテンダー。酒やその背景の知識が豊富。
芝田（しばた）
ルームサービスのスタッフ。
戸崎（とざき）
108話より登場した営業部の課長。オールバックの髪型で口の周りに髭を生やしている。体育会系の考えを持つせいか、攻めの姿勢を貫き、営業は結果がすべてと言う考えを持つ。往年の女性歌手のディナーショーでも歌は適当でいいから売れればいいという考えで、筋は通っているものの、最上と一緒に営業へ相談に訪れた麗美はその考えを好きになれないとぼやいていた。外資の年間契約が減り続けていた時は、自分らが頑張らないとホテル全体が路頭に迷うくらいの意気込みを持つようハッパをかけていたが、それにも限界があることを悟り、無理をするなと声をかけている。
福田（ふくだ）
戸崎と同じく108話より登場した営業部のスタッフ。結婚しており金銭管理を妻に一任されている関係で飲み会にも参加せず、小遣いも月2万円でお昼も妻の手弁当で車も軽自動車に乗り換えている。
川口 達也（かわぐち たつや）
涼子の弟。高校生。第55話から登場。学校が長期休業の土日にシフトに入るベルボーイとしてアルバイト採用された。涼子より頭ひとつ分背が高い。谷や国広が騒ぐ美少年だが、涼子からの扱いは荒い。ボクシングをやっており、アマチュアボクシングではインターハイで優勝したこともある。階級はウェルター級。純菜に「文鳥のヒナ」の如く手懐けられている節がある。

#### クインシーホテル常連客
藤原 貴梨花（ふじわら きりか）
実力派女優の大食漢。最上のニューヨーク時代からの顧客の一人。最上がクインシーホテルへ移籍したと聞きつけ顔を出し、その際に涼子も気に入り常連客になった。スタジオ撮影用の露出過多な衣装や際どい水着姿のまま一般客の前に現れるなど、端麗な容姿とは裏腹に自由奔放かつ豪気な性格。気性も激しく学生時代から現在に至るまで、数々の武勇伝を持つ。また、桁外れな大食漢でもあり、アメリカへ進出した際には、演技だけでなく食べる姿も評価されたほどだが、全く太らない体質で抜群のプロポーションを維持している為、涼子を始めとする女性陣からは羨望の的。涼子と同年齢であり、共に認める親友となった。
初登場時は、周囲が求める「演技力は後回し。番組に華を添える存在であれば良い、若手女優・藤原貴梨花」と、女優として本気で勝負・表現したいが押し殺さざるを得ない立場の、まだまだ力の無い自分との間でジレンマに苦しみ、悩みを抱えていた。クインシーホテル内で、最上が画策して解決させた「ある事件」に立ち会った折に何かが吹っ切れ、以後、堂々と自分の仕事の幅を拡げるべく、積極的に色々なことにチャレンジしている（アメリカへの進出もその一つであった）。その後、やや過剰なほど自分を信じ、大層な自信を持って仕事に当たっている。その言動に批判する人間も多いが、横槍の言葉などは一蹴にしてしまうほど、前に前に突き進み、実績を積み上げて有無を言わせなくしてしまうパワフルさがある。千葉県出身。誕生日は3月3日。
有明 光成（ありあけ みつなり）
漫画家。複数のジャンルで4本の連載を抱え、月に平均200ページを執筆する売れっ子。自宅マンションの工事の際にクインシーホテルの一室を仕事場としたことから、半常連客となった。自宅マンションの工事が完了した後も、管理規則違反である猫を飼っていたことがバレ、マンションを追い出され、ホテルを仕事場にすることが継続する。
容姿がやや不気味で、偏屈かつ毒舌な性格。大学教授だった父に漫画家を仕事として認めてもらえず、またデビューから10年近く売れずに下積み生活を強いられたことへの怒りが、旺盛な執筆活動のエネルギー源となっている所がある。同じ雑誌で連載している同業者のことも、手を抜いていた場合には平気で罵倒するなど仕事については厳しいが、一方でバイキングの宴席でシェフ達の労力を無駄にしないように残されやすいものを選んで食べたり、ホテル内で知り合った子供に親切に接するなど、人の良い所も見せる。最上たちと親しくなって以降、彼らをモデルにした“こんしぇるじゅ”なる作品の連載も開始した。色恋沙汰は自分には縁がないとしており、目下、仕事に情熱の全てを注いでいる。しかし、小姫と徐々に接近して行き、最終エピソードではすっかり尻に敷かれた状態になっている。初登場時33歳。
高岡 清張（たかおか せいちょう）
小説家。第19話から登場。クインシーホテルにはカンヅメ作業のために宿泊に来る。有明が登場してからはあまり登場することは無くなったが、小姫がコンシェルジュとしてやっていける自信をつけるきっかけを与えた人物である。
満田（みつた）
関西弁でコミカルに話す常連客の一人。男性。コンシェルジュデスクにやってきて、アクシデントの解決などを求めてくる。彼の応対は常に麗美が担当している。普段から口数の少ない麗美がさらに言葉を話さずにボディランゲージで応対している。
このやり取りは物語とは一切関係無い箸休め的なもの。満田が言っている「言葉通りのもの」に対し、的外れな応対をする麗美に思いっきりノリツッコミする様が背景等によく描かれている（例えば「お着物」と「置物」、「締めて」と「閉めて」など）。
マッシュルームカットに大きなメガネ、取って着けたような鼻に白いスーツを愛用する容姿。加えて片言っぽい日本語で関西弁。第55話で「ガイジンの家に呼ばれた際に手ぶらで行くと日本人はケチだと思われる」旨の発言をしており、オクラホマ州出身の外国人であるBATERとは違い日本人のようである。
初登場時から長らく名前が不明だったが、第90話で涼子の口から苗字が判明した。また、彼の相手を常に麗美が務めているのは、彼からの指名であることも判明している。

### クインシーホテル・神戸所属

#### コンシェルジュ部門（神戸）
クインシー神戸のコンシェルジュ制服の上着（冬服）はクインシー・トーキョーでいう管理職の制服（みさおが着用しているもの）と一緒であるが、袖の装飾が四角に変更されている。中に着ているブラウスも異なるデザインであるが、スカートは同じミニ丈である。夏服も袖の装飾が四角なのを除けばクインシー・トーキョーの管理職のものと一緒であるが、服の色はトーキョーのコンシュルジュと同じもの（白基調に袖や襟が水色）を着用している姿がコミックス第21巻で確認できる。
大関 みやこ（おおぜき みやこ）
第58話から登場。クインシーホテル・神戸、広報部所属（初登場時）。元旅行会社社員で観光案内を得意としている。コンシェルジュ部門新設にあたって引き抜かれた。涼子が神戸に長期出張になった折、一緒に業務に携わった。「自分たちの有益重視・合理性」を優先し、労力をできるだけ最小限に抑えて接客していた。クインシーホテル・トーキョー流の「お客様の声を聞くこと」から始め、客の要望や立場、都合を優先して考える接客方針を神戸でも実践するべきだ、と声にする涼子に釈然としない様子であったが、客の心を捉える結果を出す仕事を着実にこなしていく涼子の影響を受け始める。後に、小姫と純菜との入れ替わりでクインシー・トーキョーへ出張に来た際には、神戸の制服ではなくトーキョーのコンシェルジュ制服を着用している。なお、神戸に出張した際の涼子及び小姫と純菜は神戸の制服を着用せず、普段着用しているトーキョーの制服を着用していた。

#### 管理部門（神戸）
松岡 俊和（まつおか としかず）
クインシーホテル・神戸のオーナー兼社長。クインシーホテル・トーキョー社長の俊一郎からは叔父にあたる。神戸にもコンシェルジュ部門を新設するため、俊一郎に応援を要請したことで涼子が派遣された。俊一郎同様、熱烈な阪神タイガースファン。俊一郎と情報交換の場を設けると、ホテル経営のことよりもタイガースの話題の方が「本題」となる。

#### その他（神戸）
瀬古（せこ）
クインシーホテル・神戸のフロント部門所属。涼子が神戸に出張した際、当初は彼女のやり方に反発するものの、涼子の機転を利かせたさまざまな対応を見て次第に見方を変える。

### ホテルグランシェル所属
水無月 慶（みなづき けい）
最上が帝都ホテルでの新人時代に、共にベルマンに就いていた同輩。ホテルグランシェル・ロサンジェルスにてチーフコンシェルジュを担当後、ホテルグランシェル・トーキョーへ異動（第24話から）。ホテル荒らし・コールガールなど、ホテルにとっての招かれざる客をいち早く察知し、「水無月がいれば警備員は要らない」と言われるほどの洞察力・観察力を持つ。常に持ち歩く携帯電話「悪魔の電話（イビルホン）」は政界から暗黒街の人物まで連絡先が登録されている。その人脈やコネを用いて、客の如何なる要求も叶える。客の要求に応えるためならば、手段を選ばない仕事ぶりゆえ、温厚な最上が珍しく毛嫌いする人物だが、問題客について互いのホテルへ警戒を促したり、一緒に酒を飲みに行くなど、特別に深刻な敵対関係ではなく、最上の水無月に対する悪口の言いっぷりから、悪友と呼んだ方が近い。「黒」「悪」というイメージは確かにあるものの、本人は「この仕事（ホテルでの仕事）は、やりがい、だからな」などと呟く場面もあり、コンシェルジュの仕事に誇りを持っていることを示唆している。仕事に当たる際、「インパクト」を重視するような発言を度々しており、客に強く印象付ける内容を多くこなしている。アメリカの裏社会の情報網から、最上の娘・優菜が生存している可能性があると嗅ぎ付け、資料や写真を提供した。独身。ニューヨーク出身。
早見 大悟（はやみ だいご）
第54話から登場。ホテルグランシェルトーキョーのコンシェルジュ。水無月の仕事ぶりに納得いかない部分もあるが、見習うべき点もあると考えている。
結城 みこ（ゆうき みこ）
第54話から登場。ホテルグランシェルトーキョーのコンシェルジュで、総支配人の娘。自称みこりん星出身。いわゆる天然な不思議ちゃんキャラではあるが、時折洞察力に優れた発言をすることもある。
モルガン
ホテルグランシェル・ニューヨークのゼネラルマネージャー。グラウンド・ゼロを訪れた最上をコンシェルジュ部門の主任に誘うが、現場を好む最上はこれを辞退した。

### ホテル・グロリア・トーキョー所属
マーク・ローゼンバーク
超高級ホテル「ホテル・グロリア・トーキョー」の総支配人。クインシーホテルはグロリアよりも格下とされているが、最上を筆頭とするコンシェルジュスタッフの機転や活躍を高く評価していると同時にライバル視しているところがある。グロリアのコンシェルジュ部門を一層強化するために朝霧を東京に呼び寄せた。
朝霧 花織（あさぎり かおり）
『グロリアの宝石』と称されるコンシェルジュ。11巻よりホテル・グロリア・トーキョーに配属され登場する。帰国子女であり、日本国外での生活が長いことから、日本語の言い回しが怪しくなることがある（ローゼンバークに誤りを指摘されることもある程度）。台詞の語尾がカタカナで表現されている。
コンシェルジュとしての考え方、サービス方針には、最上や水無月とは異なるものがある。しかし、その実力は2人に決して劣るものではなく、最上や水無月に一目置かせるほどである。
フランスに滞在していた若い頃、自分を過小評価し、自らを傷つけるような空虚な生活をしていた時期がある。ある時「人は学び、学ぶことで成長すれば人生を変えることが出来る」と一念発起し、自らを変えるべく勉強に励んだ。そしてコンシェルジュの職に就き、賞賛を得るまでになった。
虚しさや悲しい思いを多く経験していることで、他人の痛みにも敏感である。また、全ての存在は何れは死に向かい「無に還るもの」であると同等に「非常に尊いもの」として、常に愛を持って接することを心掛けている。左手の薬指に嵌めた、女神を模した大振りの指輪がトレードマークだが、｢ミス朝霧｣と呼ばれており、既婚者であるという描写は無い。
涼子と接点が多く、涼子の実力あるいは将来性を認めるような発言を繰り返している。女性ならではの繊細な視点や企画力、愛を根底に置いた考えや対応は、涼子に少なからず影響を与えた。

### 帝都ホテル所属
小野寺（おのでら）
帝都ホテル総支配人。最上や水無月の大先輩にあたり、大きな影響を与えた人物。
本作では下の名前は公表されていないが、次作の「プラチナム」にて明らかになった。

### ホテルサンライズヒル・ニューヨーク所属
スコット・ヘイスバート
ホテルサンライズヒル・ニューヨークの総支配人。愛煙家でいたるところに葉巻を隠しており、秘書に取り上げられても次から次へと取り出す。誠実で丁寧な仕事をこなし、周囲に良い影響をもたらしている涼子を高く評価している。
ダニエル・ダグラス
ホテルサンライズヒル・ニューヨークのチーフコンシェルジュ。日本での勤務経験もあり、涼子の良き理解者である。
シンディ・アレン
ホテルサンライズヒル・ニューヨークのウェイトレス。
強烈なブルックリン訛りの持ち主で、かなり柄が悪い口振りだが、裏表の無い気風の良い性格。気が強く、大の男相手に喧嘩で勝てるほど腕っ節が強い。
かつては客のためにと積極的に働いていたが、厨房からも客からも、好意ではなくチップ目当てで働いていると思われ、やる気をなくし、求められた時だけ必要最低限の仕事をしていたが、涼子の誠意のある仕事ぶりを見て、考え方に変化が見られるようになった。
チャールズ
ホテルサンライズヒル・ニューヨークの男性コンシェルジュ。
契約書のサイン後に無茶な変更を何度も要求する日本人客に怒りをぶつけそうになった。
子供の頃に野球カードを集めており、現在もアルバムとして20冊ほど持っている。大人になったら値打ちが上がるだろうと思って集めていたが、市場規模が落ちて値打ちが落ちてしまったこと、英雄たちの夢の世界がお金や薬物の現実の世界を知り幻滅したことで落胆していた。
アビゲイル
ホテルサンライズヒル・ニューヨークの女性コンシェルジュ。
既婚で7歳と5歳の息子がいるが、太り気味であることが悩みの種となっている。
ウイリー/テッド
ホテルサンライズヒル・ニューヨークのベルマン。左側に立っているのがウイリーで右側がテッド。
毎回ではないが、話の最初に登場し涼子の行動を見て二人で掛け合いをしている。

### ホテルサンライズヒル・ニューヨーク  社員寮
ドロシー
サンライズヒル社員寮に住み込みで働く女性。管理人が二年前から音信不通のため、実質彼女が寮を管理している。常にメイド服を着用している。
涼子は気付いていないが、明らかに人間ではない描写が多い（影が無い、鏡や写真に映らない、にんにくが苦手、瞬間移動、踏み台やはしごを使わずに高い所に上る、建物の外壁に足場がないにも拘らず外側から高い位置の窓を磨く、血を吸うなど）。帰国間近になった涼子に「笑顔」を乞われた際に初めて表情を変えた。どうやら人目を気にするほどの「大きな八重歯が左右にある」らしい。トランシルヴァニア出身。
『妖怪の飼育員さん』にて同名、同デザインのキャラクターが登場するが、こちらは吸血鬼である。

#### ホテルサンライズヒル・ニューヨーク常連客
ハロルド
複数の名と職業を演じる詐欺師。古川登志夫風の特徴的な笑い方をする。詐欺師ではあるが人情家な面もあり、逆に子供を使った詐欺にあうこともあった。サンライズヒルを訪れた際、涼子に詐欺師であることを打ち明けた上で協力を依頼し、それ以来ホテルにも頻繁に顔を出すようになった。涼子やシンディと共に3人で行動することが多く、その出来事の余波を上手く自身の稼ぎに繋げてしまうこともある。
ラーソン
心臓外科医で教授。サックス演奏を趣味としており、時折ジャズ・バーで演奏を披露することもある。人懐っこい涼子に好感を持っている。
ウィルソンが倒れた時週末で心臓外科医が捕まらない中、涼子の要請で駆け付けた。

### その他
川口 涼香（かわぐち すずか）
涼子の妹で中学生。本編では川口家の描写が少なく出番は少ないが、単行本内のオマケ4コマではよく登場する。
九音 響也（くおん きょうや）
ホテルサンライズヒルを訪れた宿泊客。有能な心理士であり、経営アドバイザーとして活躍している。その手腕を見た涼子から「そんなに人の心がわかるのなら、最高のホテルマンになれるかも」と称される。
次回作『コンシェルジュ プラチナム』で主人公を務める。
最上 優菜（もがみ ゆな）
最上の一人娘。母親の久美子と一緒に9・11テロに巻き込まれて死亡したと思われていた少女。母親とはぐれ、一人で混乱の中を彷徨った。当時4、5歳と幼かったこともあり、救出の手が伸べられても自分の身元を上手く説明することが出来ず、最上とも連絡が途絶えたのだった。ある児童保護施設で保護され「エミー」と仮の名前を与えられて成長した。事件から10年の月日が流れたある日、水無月が裏社会の商品としてリストアップされた少女の写真を見て、最上（もしくはその妻）に似ていると直感が働き、その情報を提供した。写真を見た最上は愛娘だと確信し、急遽アメリカへ。10年ぶりに「優菜」と自分を呼ぶ男性の声に幼い日の記憶が甦り、「パパ」と再会を果たした。21巻のエピローグで日本に帰国。父と二人で生活を始めた模様が描かれている。
「コンシェルジュ プラチナム」終盤では高校卒業前に進路に悩む様子が描かれ、次々回作『コンシェルジュ インペリアル』では18歳になり介護士として働きだした優菜が主人公となる。
コリン・ウィルソン
アメリカ合衆国上院議員→大統領（110話以降）。1935年生まれで65年から3年横須賀基地に滞在していた。涼子が入社して初めて応対した宿泊客で、クインシーとサンライズヒルの両ホテルに宿泊している。
クインシー宿泊時に「海軍で日本に滞在していた時に定食屋で食べたステーキ」の味が忘れられず松岡に探してもらうようリクエストしたが、どれも違う肉だったこととホテルのいい加減な対応に失望しかけていたところ、最上が用意した鯨肉のステーキを食べて「この味だ」と感激する。その最上のニューヨークでの活躍は「グレイト・ハイ」の名前と共に大統領から聞いており、アメリカのホテルでも引く手数多なのになぜ日本に戻ったのかと驚いていた。
その後黒人初の大統領となり、サンライズヒルへ研修に行った涼子と再会、この時は心臓を悪くしてペースメーカーを装着しており、忍びで掛かり付けの医者に診に来ていたが、その後ペースメーカーの断線で突然倒れてしまい、ロンドンにいる二人の孫に会うまで手術を受けないということと、ホワイトハウスとしてもとしても極秘のうちに済ませたいことから、涼子のこれまで築き上げた人脈を使って二人の孫と連れてきて再会させ手術にこぎつけた。この一件が涼子の新たな伝説となった。
付き添いで同行している末娘のエルザはワシントンのホテル・レガシィのアシスタント・マネージャーをしており、当初は涼子のことをフランス語も喋れないなど資質を低く見ていたが、父親が倒れた後の涼子の人脈と行動を見て驚きを隠さなかった。後にウィルソンが「もし仮に雇うならお前ではなく涼子を選ぶ」「彼女にはお前みたいなの（優秀な人材）が何人もいる」と話している。
ジェイク・ジョンソン
124～125話「エンペラーの憂鬱」に登場したミュージシャン。「J・J」とも呼ばれ「エンペラー・オブ・ポップ」の異名を持ち、ファンやホテル関係者からは神として崇められていた。ただし涼子自身はそんなに興味を持っておらず、むしろ最上の世代であることを密かに呟いていた。
全米ツアーのコンサート公演でサンライズヒルにスタッフ共々宿泊し、ホテル側も様々な要求に応えられるよう万全の態勢で臨んでいたが、突然コンサートを中止にすると言い出し騒然となる。
ホテルのフロアから涼子の接客ぶりを観察し、周りから笑顔が溢れることが気になり涼子を部屋に招き、自分には誰も笑ってくれないという悩みを打ち明ける。幼少時代から厳しい指導で自分を「商品」としか見なかった父のようになるまいと、大人になった大勢の人たちを笑顔にする仕事をしたいと誓っていたが、ステージに立っても返ってくるのは熱狂ばかりで笑顔がなく、むしろ恐怖に感じ歌うことが出来なくなっていたことに苦しんでいた。そして涼子を羨ましく思い、同じように笑いに包まれたいと胸の内を明かした。そこで涼子から日本のお笑い芸人の芸を教えてもらい、ホテル内で披露したことが好評となり、中止を宣言していたコンサートは延期ながらも必ずステージに立つと約束した。しかし後に自宅の浴室で意識を失いこの世を去る。後日、涼子宛てに送られたクリスマスカードとサイン入りの舞台衣装を見たダグラスが自らの対応を未熟だったと言った上で、涼子だけが神としてではなく人間として見ていたと語った。

## その他・エピソードなど
- 2006年9月に掲載された第48 - 49話「野菜戦争」では、実際の残留農薬等に関するポジティブリスト制度を基に農薬問題に踏み込んだ内容のエピソードが描かれ、この話が収録された単行本8巻では前述の残留農薬等に関するポジティブリスト制度の他、実際に行われている政府の取り組みなどを紹介し作中の内容を解説、補填した「野菜戦争-終戦記念コラム」と題した巻末コラムが特別収録されている。
- コンシェルジュ部門の女性は皆、メイド服（バンケットの制服）姿を作中で披露している。元々バンケット所属で制服として着用していた純菜以外は、コンシェルジュ業務の流れの一環として客へ飲食物を振舞う際に着用した経緯であるが、みさおだけは一度は着てみたかったからというコスプレ願望の私欲からであり、その際は本文に注意書きがされた。
- 45話に出てきた言葉のトリックを利用したセリフが、単行本8巻の初版では担当編集の勘違いで修正され内容と矛盾してしまった。この為、単行本9巻では誤植のお詫びが掲載され、重版では修正された。
- 2011年2月より『月刊コミック@バンチ』誌上で藤栄が『最後のレストラン』を連載を開始した。その第1話に川口涼子と惣田純菜そっくりのモブキャラクターがレストランの客として登場している。
- 『コンシェルジュ プラチナム』に『コンシェルジュ』の登場人物がストーリーに関わる形で登場している。
- 単行本はバンチコミックスより全21巻発刊されており、17巻までのカバー下はバンチコミックスのフォーマットだったが、18巻以降は「見ましたね」のセリフと共にドロシーの姿が描かれている（20巻のみ涼子とドロシーの4コマ漫画になっている）。